# Genetički algoritmi
Genetički algoritam je tehnika pretraživanja korištena u računarstvu za pronalazak točnih ili približno točnih rješenja za probleme optimizacije i pretraživanja.

## Kako radi genetički algoritmi
Genetički algoritam oponaša prirodnu evoluciju, tj. selekciju. Stvori se inicijalna populacija, svaka jedinka s vlastitim genomom. Tada se svaka jedinka ocjenjuje posebnom funkcijom koja se zove funkcija cilja (engl. fitness function). Funkcija vraća vrijednost koja nam govori koliko je jedinka "sposobna". Nakon što se svaka jedinka procijeni, poredaju se po vrijednostima funkcije cilja i iz populacije se izbacuju oni s najnižom vrijednosti. Tada se genomi različitih jedinki rekombiniraju, događaju se mutacije i tako se stvori sljedeća generacija. Tada se ponovno jedinke ocjenjuju funkcijom cilja to se ponavlja dok se ne dobije optimalno rješenje.